# Raión de Komárichi
El raión de Komárichi (ruso: Кома́ричский райо́н) es un distrito administrativo y municipal (raión) ruso perteneciente a la óblast de Briansk. Se ubica en el sureste de la óblast. Su capital es Komárichi.
En 2021, el raión tenía una población de 16 048 habitantes.
El raión es limítrofe al noreste con la óblast de Oriol y al sureste con la óblast de Kursk.

## Subdivisiones
Comprende el asentamiento de tipo urbano de Komárichi (la capital distrital) y los asentamientos rurales de Arkino, Byjovo, Igritskoye (con capital en Bóbrik), Litizh, Lopándino, Máryinka y Usozha. Estas ocho entidades locales suman un total de 93 localidades.